# رحيم أولابي إسياكا
رحيم أولابي إسياكا ( من مواليد 14 يونيو 1991) هو لاعب كرة قدم نيجيري يلعب كمهاجم في نادي الحدود العراقي الذي يلعب في الدوري الممتاز .

## مسار مهني
لعب Owolabi كرة القدم للأندية مع First Bank و Shooting Stars .   
ترك شوتينج ستارز في نهاية موسم 2011-12 ، متوجهاً للعب في الدوري العراقي.   عام 2013 ، لعب في الدوري العراقي الممتاز مع الزوراء.
في سبتمبر 2014 ، وقع عقدًا لمدة عام واحد مع نادي الدوري العراقي الممتاز، المصافي حتى عام 2015.   
عاد إلى نادي النجف في يناير 2016 ونادي كربلاء في 2017. 

## روابط خارجية
- باللغة الإنجليزية The database of player in thefinalball.com